# آمارانتا اوسوریو سپدا

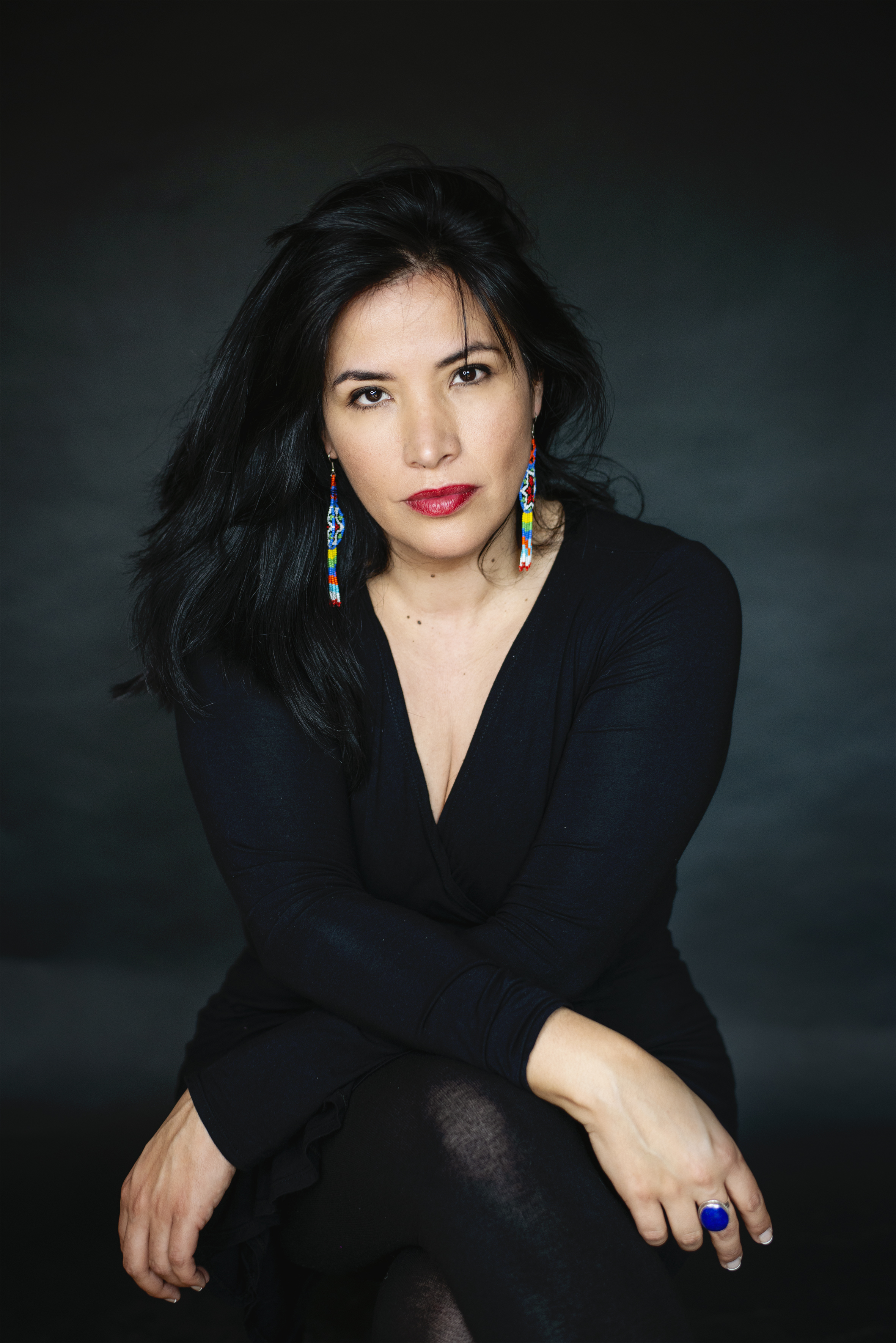

آمارانتا اوسوریو سپدا (زاده ۱۹۷۸ در Querétaro، مکزیک) نمایشنامه نویس، بازیگر و مدیر هنری مکزیکی، کلمبیایی و اسپانیایی‌تبار است. نمایشنامه‌های او برنده جوایز زیادی شده، به زبان‌های فرانسوی، انگلیسی، آلمانی، چکی و یونانی ترجمه شده و در سراسر جهان اجرا شده‌است.
مادرش کریستینا سپدا نقاش مکزیکی و پدرش رامیرو اوسوریو کارگردان تئاتر کلمبیایی که اولین وزیر فرهنگ کلمبیا نیز بود، در خانواده‌ای با ارتباطات قوی با دنیای تئاتر در مکزیک به دنیا آمد. او دوران کودکی خود را بین مکزیکو سیتی و بوگوتا گذراند.